# Hibiscus mongallaensis
Hibiscus mongallaensis är en malvaväxtart som beskrevs av E. G. Baker. Hibiscus mongallaensis ingår i Hibiskussläktet som ingår i familjen malvaväxter. Inga underarter finns listade i Catalogue of Life.